# Soul Rebels
| 전문가 평가 | 전문가 평가 |
| 평가 점수   | 평가 점수   |
| 출처        | 점수        |
| ----------- | ----------- |
| Allmusic    | [ 1 ]       |

《Soul Rebels》는 밥 말리 & 더 웨일러스의 두 번째 스튜디오 음반으로, 자메이카 외곽에서 발매되는 첫 음반이다. 더 웨일러스는 1970년 8월 프로듀서 리 페리에게 접근해 음반 전체를 녹음했고, 세션은 11월까지 자메이카 킹스턴에 있는 랜디 녹음 스튜디오(당시부터 랜디스 스튜디오 17)에서 진행되었다. 1970년 12월, 트로잔 레코드에 의해 영국에서 처음 발행된 이 음반은 이후 여러 개의 다른 레이블로 여러 번 재발매되었다. 페리의 프로듀싱은 희박하고 잊혀지지 않으며, 기타, 베이스, 드럼, 전자 오르간, 그리고 경적이나 다른 장식물이 없는 보컬만 특징으로 한다.

## 노래
첫 곡인 〈Soul Rebel〉은 페리와 밥 말리의 첫 협연에서 나온 것이다. 말리가 곡에 대한 아이디어를 냈고, 페리는 말리가 가사를 받아쓰면서 음악을 편곡하고 공동 작곡했다.

## 커버
콜린 그랜트의 《I & I: The Natural Mystics: Marley, Tosh and Wailer》라는 책에 따르면 밴드는 음반 커버의 "덜 노골적인 포르노물" 룩에 만족하지 않고, 그들의 감성과 충돌했으며, 그들의 외모에 대해 상담받지 못해 속상했다.

## 곡 목록
| #  | 제목              | 작사·작곡     | 재생 시간 |
| -- | ----------------- | ------------- | --------- |
| 1. | 〈Soul Rebel〉    | 밥 말리       | 3:19      |
| 2. | 〈Try Me〉        | 말리          | 2:45      |
| 3. | 〈It's Alright〉  | 말리          | 2:34      |
| 4. | 〈No Sympathy〉   | 피터 토시     | 2:13      |
| 5. | 〈My Cup〉        | 제임스 브라운 | 3:34      |
| 6. | 〈Soul Almighty〉 | 말리          | 2:42      |

| #   | 제목             | 작사·작곡                                         | 재생 시간 |
| --- | ---------------- | ------------------------------------------------- | --------- |
| 7.  | 〈Rebel's Hop〉  | 커티스 메이필드, 노만 위트필드, 바렛 스트롱, 말리 | 2:38      |
| 8.  | 〈Corner Stone〉 | 말리                                              | 2:28      |
| 9.  | 〈400 Years〉    | 토시                                              | 2:33      |
| 10. | 〈No Water〉     | 말리                                              | 2:08      |
| 11. | 〈Reaction〉     | 말리                                              | 2:41      |
| 12. | 〈My Sympathy〉  | 말리                                              | 2:41      |